# Joseph Jackson Bartlett
Joseph Jackson Bartlett (21 novembre 1834 - 14 janvier 1893) est procureur de New York, brigadier général dans l'armée de l'Union lors de la guerre de Sécession, et diplomate international après guerre et administrateur des pensions de retraite pour le gouvernement des États-Unis. Il est choisi pour recevoir les armes de l'armée de Virginie du Nord du général Robert E. Lee à Appomattox Court House.

## Avant la guerre
Barlett naît à Binghamton, dans l'État de New York, fils du fabricant d'arme Joseph Bartlett. Il fait ses études dans un collège local, puis étudie le droit à Utica. Il réussit son examen du barreau en 1858 et s'établit d'abord à Binghamton avant de partir vers Elmira peu de temps avant l'éclatement de la guerre de Sécession en 1861.

## Guerre de Sécession
Le 21 mai 1861, Barlett s'enrôle dans l'armée des volontaires, dans le 27th New York Infantry à Elmira. Il est d'abord élu en tant que capitaine de l'une des nouvelles compagnies levées, et est bientôt promu commandant, servant sous les ordres du premier colonel du régiment, Henry W. Slocum. Après seulement quelques semaines d'entraînement, Barlett et le régiment voient leur premier combat lors de la première bataille de Bull Run en Virginie. Lorsque Slocum est brièvement inapte à la suite d'une blessure, Bartlett assume le commandement du 27th New York pendant le reste du combat. Ses actions agressives pour garder l'arrière au cours de la retraite sont récompensées le 21 septembre lorsque le commandant de l'armée le major général Irvin McDowell promeut Bartlett colonel, remplaçant Slocum, qui est promu brigadier général et la démission du lieutenant-colonel du régiment.
En 1862, au sein du VI corps de l'armée du Potomac, Barlett conduit son régiment pendant toute la campagne de la Péninsule et la campagne du Maryland. Il dirige une attaque déterminée sur la pente de la montagne escarpée vers Crampton's Cap au cours de la bataille de South Mountain. Le 4 octobre 1862, Bartlett est promu brigadier général et reçoit le commandement d'une brigade d'infanterie du VI corps, qu'il conduit à la bataille de Fredericksburg. Sa nomination comme général expire en mars 1863, sans l'approbation du Congrès, mais il est bientôt nommé de nouveau à ce grade.
Le combat significatif suivant de Barlett se déroule en mai 1863, lors de la bataille de Salem Church, où il perd plus d'un tiers de ses 1 500 hommes, qu'il maintient néanmoins en bon ordre. Ses hommes sont essentiellement en réserve lors de la bataille de Gettysburg. Bartlett est transféré dans le V corps à temps pour la campagne de Mine Run plus tard dans l'année. Il commande la première division du V corps dans cette campagne, en l'absence du brigadier général Charles Griffin. En 1864, Bartlett commande une brigade de la division de Griffin du V Corps, qui est active lors de la campagne de l'Overland et le siège de Petersburg.
Au cours de la dernière année de la guerre, il commande une division au cours de la campagne d'Appomattox. Lorsque le major général Philip Sheridan relève le major-général Gouverneur K. Warren du commandement du corps après la bataille de Five Forks, Griffin devient commandant du corps d'armée ; et Bartlett est son successeur au niveau de la division. Bartlett obtenu un brevet de major-général lors des promotions d'après-guerre. Immédiatement après la guerre, il commande brièvement une division du IX Corps.

## Après la guerre
Bartlett reste dans l'armée pour le service d'occupation dans le Sud lors des premiers jours de la Reconstruction. Il démissionne le 15 janvier 1866, et retourne à sa pratique du droit à New York. En 1867, le président Andrew Johnson le nomme ambassadeur des États-Unis en Suède et en Norvège. Il sert pendant deux ans, et retourne ensuite chez lui en 1869. Bartlett reprend sa carrière juridique, qui est brièvement interrompue à partir de mars 1885 jusqu'en juillet 1889, quand il sert comme commissaire des pensions sous l'administration du président Grover Cleveland. Il souffre pendant une grande partie de sa vie de rhumatismes causés par une exposition au froid pendant la guerre.
Bartlett meurt à Baltimore, dans le Maryland, en 1893. Il est enterré au cimetière national d'Arlington, en Virginie.
Le poste de la grande armée de la République à Binghamton, New York, est baptisé en l'honneur du général de Bartlett.